# Shaolan Li
 (mai 2024).
Shaolan Li  (李 小狼, Japanese: Ri Syaoran) est un personnage de fiction créé par CLAMP dans le manga et animé Cardcaptor Sakura. Il est connu comme Li Showron dans l'adaptation anglaise, et Lionel dans l'adaptation française.

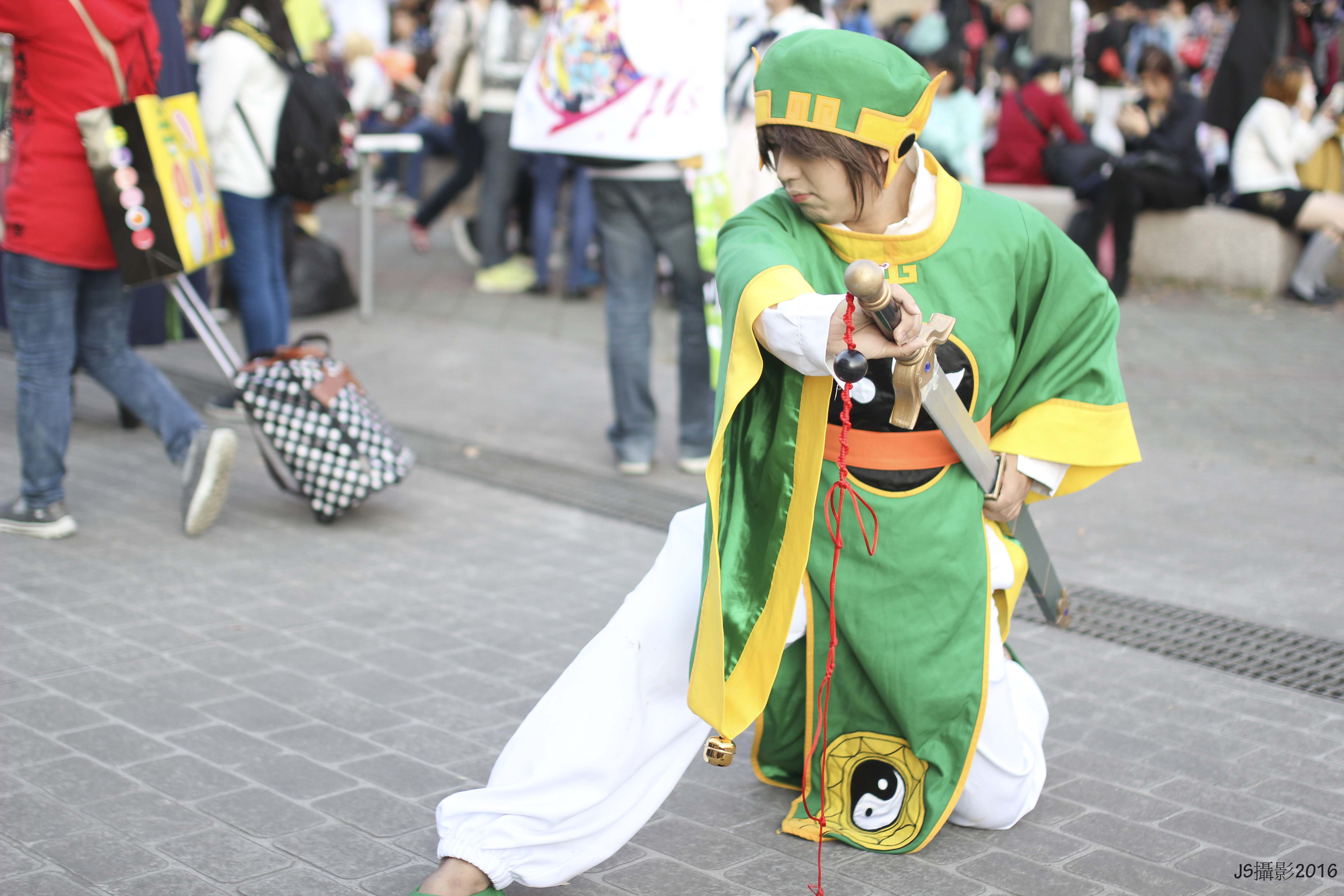
Cosplay de Shaolan Li

Shaolan est également le protagoniste de la série manga Tsubasa -RESERVoir CHRoNiCLE- et de son adaptation animée, Tsubasa Chronicle. Il est néanmoins différent du Shaolan de Cardcaptor Sakura.
Il apparaît également brièvement en compagnie de Sakura Kinomoto dans xxxHOLIC.

## Shaolan dansCardcaptor Sakura

### Son caractère
Shaolan est issu du côté de sa mère de la famille de Clow Reed, le créateur des Cartes de Clow. En tant que membre du clan Li à Hong Kong, dont la mère de Clow a été membre, Shaolan estime qu'il est celui qui devrait hériter des Cartes de Clow, et non Sakura Kinomoto. Il apparaît d'abord comme un antagoniste dans l'histoire, capturant quelques cartes pour lui dans l'anime (quoique aucune dans le manga).
Au fur et à mesure de la progression de la série, surtout après que Sakura soit devenue officiellement la nouvelle maîtresse des cartes de Clow, Shaolan change d'attitude envers elle et devient son allié et ami, tombant finalement amoureux d'elle. Cependant, Sakura ne se rend pas compte de ses sentiments et le considère seulement comme un ami proche.
Shaolan est un excellent pratiquant d'arts martiaux, qu'il pratique depuis son enfance. Il utilise un Jian, une épée chinoise. Ses capacités physiques sont complétées par sa puissance magique, centrée autour des sorts élémentaires, qu'il invoque avec son épée et une collection de O-fuda (talismans).
Bien qu'il récupère quelques Cartes de Clow dans l'anime, Shaolan ne peut pas les capturer, car cet acte ne peut être réalisé qu’avec le bâton de Sakura, la chasseuse "officielle". Toutefois, si Shaolan a joué un rôle majeur dans l'affaiblissement de la carte avant sa capture, la carte lui est créditée. Alors que Sakura écrit son nom en Rōmaji sur les cartes, Shaolan écrit son nom en caractères chinois.
Avant de tomber amoureux de Sakura, Shaolan se sent attiré par Yukito Tsukishiro (Mathieu), rougissant souvent follement et partant brusquement en courant en le voyant. Tandis que Sakura est aussi attirée par Yukito, Shaolan rivalisait avec elle, en offrant un meilleur cadeau, en faisant un meilleur compliment, ou en faisant un meilleur repas que Sakura.
Comme il ne montre aucun intérêt envers Sakura dans la première saison, on donne l'impression que lui et Sakura sont des rivaux, pour les cartes et pour l'amour. Il est révélé plus tard que Shaolan a été magiquement attiré aux énergies de la lune, qui résidaient dans Yukito (Mathieu~Yue), comme Shaolan a tiré son pouvoir magique de la lune.
Sakura, bien qu'elle ait hébergé la puissance de Clow, était vraiment amoureuse de Yukito (Mathieu), comme exposé par Kero (Kerobero) dans l'épisode 51 (Sakura et le grand ours en peluche).
Shaolan et Kero se chamaillent souvent dans la série, où Shaolan l'appelle souvent le « jouet en peluche », tandis que Kero l’appelle le « morveux ».
Shaolan tient le titre de premier rôle masculin, plutôt qu'un personnage de soutien pour Sakura dans Cardcaptor Sakura. Ici, Li est aussi mentionné comme un chasseur de cartes (un CardCaptor), alors qu'il n'en a en réalité pas le titre à l'origine, puisque Kerobero ne l'a jamais élu pour être un chasseur de cartes, et n'a donc pas le pouvoir de sceller les cartes comme capacité, comme le fait Sakura.
Shaolan
Nom Japonais : Shaolan Li
Date d'anniversaire : 13 juillet
Groupe sanguin : O
Activité favorite : Gymnastique/Natation
Club : Aucun
Fleur préférée : Pivoines
Aliment préféré : Chocolat
Vrai Amour : S A K U R A

### Relation avec Sakura
Shaolan rencontre d'abord Sakura à l'école lors de son premier jour comme un étudiant dans le cadre d'un transfert de classe de Hong Kong (épisode numéro 8). Sa place est derrière Sakura, une position idéale pour surveiller celle-ci fixement (ce qui rend Sakura très gênée).
Ce même jour, il attaque Sakura afin de récupérer les cartes de Clow, qu'il prétend être les siennes puisqu'il est un descendant de Clow Read.
Cette attitude continue pendant le reste de la première saison de l'anime où Shaolan essaie constamment de capturer des nouvelles Cartes de Clow avant qu'elle ne puisse le faire, se montrant comme un expert en cartes de Clow afin de rabaisser Sakura. Bien qu'il semble faire son possible pour obtenir les Cartes, Shaolan n'agit jamais ou ne se bat de façon déshonorante (vol des Cartes de Sakura ou le fait de la rabaisser).
Shaolan arrive tout de même à capturer des cartes dans l'animé : le Temps, la Tempête, le Passé, la Vitesse, le Gel, le Rêve, le Sable et les Jumeaux.
Comme Sakura et Shaolan continuent à se réunir chaque fois qu'ils sentent une carte de Clow surgir, ils commencent à travailler ensemble et à combiner leurs efforts, bien qu'il essaye toujours de gagner la Carte à la fin. De plus, au milieu de la première saison, Shaolan commence à rougir de temps en temps quand il se trouve face à face avec Sakura, d'habitude après qu'elle sourit ou fait un commentaire doux.
Dans la saison 1, il la voit comme une rivale ennuyeuse ; dans la saison 2, ils sont sur des termes plus amicaux. Dans les épisodes postérieurs à cette série, il commence à développer un amour léger pour elle. On voit son attirance pour elle vraiment se renforcer dans l'épisode numéro 37 ; on le voit rougir et regarder Sakura comme un amoureux en peine et évidemment, Tiffany (la meilleure amie de Sakura) l'a remarqué et met Lionel devant son acte ce qui lui fait perdre ses moyens. Dans la saison 3, il prend un intérêt plus sérieux envers Sakura. À ce moment-là, il voit finalement les bonnes qualités de Sakura par-dessus toutes ses fautes et insécurités.
Après le Jugement Final, on déclare Sakura comme étant la nouvelle maîtresse des Cartes (car elle a battu Yue), alors que Shaolan a perdu.
Au début de la troisième saison, Shaolan fait le projet de rentrer à Hong Kong jusqu'à ce que le nouveau venu Eriol Hiiragizawa vienne et commence à séduire Sakura. À ce point dans la série, les sentiments de Shaolan envers Sakura ont changé, et on sent qu'il se met en rivalité avec Eriol, de peur de perdre sa chance avec Sakura.
Les attitudes naturellement gaies de Sakura font de plus en plus rougir les joues de Shaolan. Si bien que quand il sent la menace de Eriol, qui tourne trop autour de Sakura à son goût, il décide de rester à Tomoeda. Il n'accepte pas qu'un autre étudiant se comporte de manière déplacée avec Sakura.
Dans la saison trois de l'anime, la relation de Sakura et Shaolan change pour aller vers quelque chose de plus fort. Quoique Sakura sente toujours des présences étranges et utilise les Cartes, chaque épisode met progressivement plus d'accent sur la croissance de cette relation, y compris la participation de Tomoyo Daidouji (Tiffany) qui aide Shaolan à se rapprocher de Sakura (Celle-ci a vu depuis longtemps qu'il est amoureux de Sakura et cherche à l'aider, quoiqu'elle le titille de temps en temps, ce qui fait rougir encore plus Shaolan).
Shaolan se retrouve lui-même dans des situations des plus embarrassantes, y compris celles dans lesquelles il est sur le point d'avouer ses sentiments à Sakura mais sont toujours interrompus (souvent d'une façon comique) juste avant qu'il ne prononce la fameuse phrase.
Shaolan avoue finalement qu'il est amoureux d'elle face à face à la fin de l'avant-dernier épisode de la série. La nouvelle vient comme une surprise pour Sakura, qui voyait toujours Shaolan comme un ami proche. Sakura y réfléchit tout le long de l'épisode 70, qui finit avec Shaolan projetant de quitter Tomoeda pour Hong Kong. Sakura entend parler de son départ inattendu juste à temps pour courir le retrouver à l'aéroport. De son chagrin, Sakura crée une Carte Sans Nom, qui N'EST PAS la carte de l'amour, car comme Antony (Eriol) l'a expliqué, rien ne peux contrôler l'amour. Elle est en réalité le sentiment le plus fort de Sakura.
Il tient (après que son tuteur, Wei, le lui remet) un ours en peluche fait à la maison, qu'il avait envisagé de donner à Sakura, mais n'avait jamais trouvé la chance de le lui remettre.
Au lieu de cela Sakura demande si elle pourrait avoir l'ours dans ses bras. Il y a une tradition exposée dans la série (ce n'est pas une tradition japonaise réelle): quand une personne donne un autre une peluche personnellement faite, si le receveur appelle la peluche comme son créateur (le donneur dans ce cas-là), alors les deux personnes seront ensemble pour toujours. On ne voit pas Sakura donner un nom à son ours, mais le symbolisme de son acceptation de la peluche est suffisant pour suggérer qu'elle partage ses sentiments, même si ceux-ci sont apparus d'un seul coup.

## La concrétisation de la relation entre Shaolan et Sakura
La fin de l'épisode 70 a quelque peu laissé les fans dans la stupeur, car Sakura n'a pas réellement avoué ses sentiments envers Shaolan car l'opportunité n'est pas souvent présente.
Le film 2, Card Captor Sakura 2: la carte scellée concrétise leur relation. En effet, l'action se passe 4 mois après le départ de Shaolan pour Hong Kong. Sakura ne lui a pas écrit, elle veut lui annoncer son amour face à face. C'est en partie grâce à Meiling Li, la cousine de Shaolan que le processus se met en marche : elle force son cousin à venir à Tomoeda pendant les vacances.
Après une rencontre accidentelle entre les deux amoureux, Sakura tente plusieurs fois d'avouer son amour, mais sans succès. Tout s'accélère quand toutes les cartes de Sakura disparaissent les unes après les autres, attirées par la carte scellée par Clow, la carte du Néant. Par la suite, on apprendra que le seul moyen pour Sakura de capturer la carte sera de détruire ce qu'elle aime le plus, c'est-à-dire l'amour qu'elle porte envers Shaolan.
Elle sera sauvée par la carte qu'elle avait créée avec sa propre force, la carte sans nom, qui fera fusion avec la carte du Néant pour former la carte de l'Espoir, qui ne fera pas disparaître l'amour du cœur de Shaolan. Le film se termine sur l'image de Sakura qui saute dans les bras de Shaolan (avec l'aide de la carte du saut) en criant « je t'aime ».